# Bernabé Argüelles de Paz
Bernabé Argüelles de Paz (1912-1943) fue un anarquista español.

## Biografía
Nacido en la localidad asturiana de Pola de Lena en 1912, era militante de la Confederación Nacional del Trabajo (CNT). Tras el estallido de la Guerra civil se unió a las milicias anarcosindicalistas. Posteriormente pasó a formar parte del comisariado político del Ejército Popular de la República, ejerciendo como comisario de la 133.ª Brigada Mixta. Al final de la contienda fue detenido por los franquistas, siendo encarcelado en la prisión provincial de Huesca.
Gracias a la intervención del Grupo Ponzán, a mediados de 1940 pudo evadirse de la prisión junto a otros anarquistas encarcelados. Logró llegar a Cataluña, donde desarrolló una intensa actividad en la clandestinidad. Argüelles formó parte del comité interregional Aragón-Cataluña de la CNT. El 8 de marzo de 1943 fue detenido por las fuerzas de seguridad franquistas. Juzgado por un consejo de guerra, fue condenado a muerte y ejecutado mediante garrote vil el 24 de marzo de 1943, en Barcelona.